# 3'-Нитроацетофенон
3'-Нитроацетофено́н (мета-нитроацетофено́н) - органическое вещество с общей формулой C8H7NO3, дающее при перекристаллизации из этанола игольчатые кристаллы светло-бежевого цвета.
Основным методом синтеза является нитрование ацетофенона смесью концентрированных азотной и серной кислот.

## Физические свойства
3'-Нитроацетофенон при нормальных условиях представляет собой пористое твёрдое вещество, может быть получен в виде игольчатых кристаллов при аккуратной перекристаллизации из этанола. Температура плавления составляет 81 °C, кипения - 202 °C.
Плохо растворим в воде, слегка растворим в этаноле.